# Ateuchina
Ateuchina – podplemię chrząszczy z rodziny poświętnikowatych i podrodziny Scarabaeinae.

## Morfologia i zasięg
Chrząszcze te cechują się głową z nadustkiem o wysklepionej środkowej części i wykształconym w formie poprzecznej listewki wyrostku wentralnym na spodzie. Powierzchnia przedplecza jest zwyczajnie wysklepiona, pozbawiona modyfikacji, co najwyżej z podłużną bruzdą na środku. Po bokach przedplecza leżą dobrze zaznaczone dołki. Pokrywy mają po dziewięć rzędów i odgraniczone wypukłością dziewiątego międzyrzędu pseudoepipleury. W przedniej części każdej hypomery leży głębokie wydrążenie, oddzielone od jej części tylnej poprzecznym żeberkiem. Odnóża przedniej pary mają przednie krawędzie goleni całkiem proste u samic, a u samców proste poza ząbkiem przednio-wierzchołkowym. Genitalia samców odznaczają się symetrycznej budowy paramerami i wykształconymi w formie kilku wierzchołkowo położonych, biczykopodobnych blaszek sklerytami woreczka wewnętrznego.
Przedstawiciele podplemienia zamieszkują krainy nearktyczną i neotropikalną.

## Taksonomia
Takson w randze rodziny Ateuchidae od rodzaju Ateuchus utworzył w 1830 roku J.A. Maximilian Perty. W późniejszym czasie obniżono mu rangę do plemienia w obrębie Scarabaeinae. Wyróżnienia w obrębie tego plemienia dwóch podplemion, Auteuchina i Scatimina dokonał w 2008 roku Fernanda Z. Vaz-de-Mello.
Do podplemienia tego zalicza się cztery rodzaje:
- Aphengium Harold, 1868
- Ateuchus Weber, 1801
- Deltorhinum Harold, 1867
- Sinapisoma Boucomont, 1928